# Таунсенд, Джордж, 7-й маркиз Таунсенд
Джордж Джон Патрик Доминик Таунсенд, 7-й маркиз Таунсенд (англ. George John Patrick Dominic Townshend, 7th Marquess Townshend; 13 мая 1916, Лондон — 23 апреля 2010, Лондон) — британский пэр и бизнесмен. Он был известен под титулом учтивости — виконт Рейнхэм с 1916 по 1921 год.

## Биография
Родился 13 мая 1916 года в Лондоне. Единственный сын Джона Таунсенда, 6-го маркиза Таунсенда (1866—1921), и Гвладис Этель Гвендолен Эжени Сазерст (1884—1959).
Получи образование в школе Хэрроу, где он заболел почти смертельным случаем сепсиса, вызванного травмой во время игры в крикет. В 1936 году он вступил в ряды полка норфолских йоменов, позже перейдя в шотландскую гвардию и участвуя во Второй мировой войне. В частности, он занимал пост председателя Anglia Television с 1958 по 1986 год.
Занимая свои титулы после смерти своего отца в 1921 году, по состоянию на 2 марта 2009 года лорд Таунсенд занимал звание пэра дольше, чем любой другой пэр в истории. Раньше рекорд (87 лет и 104 дня) принадлежал Чарльзу Сент-Клеру (1768—1863), 13-му лорда Синклеру (с 1775). Лорд Таунсенд был активным масоном. С 1951 по 1961 год он был заместителем лейтенанта Норфолка.
Как потомственный пэр, лорд Таунсенд имел право сидеть и голосовать в Палате лордов до 1999 года. Он занял свое место в 1937 году, когда он достиг зрелости и получил повестку о вызове в палату лордов. Таунсенд сидел как консерватор, нерегулярно посещая дебаты до принятия Акта о Палате лордов 1999 года.

## Семья
Лорд Таунсенд был трижды женат. 2 сентября 1939 года его первой женой стала Элизабет Памела Одри Луби (ум. 1989), дочь подполковника Томаса Луби. У них было трое детей:
- Леди Кэролайн Элизабет Энн Таунсенд (род. 27 сентября 1940), в 1962 году вышла замуж за Антонио Капеллини, но развелась с ним в 1971 году. У них есть один сын Винченцо Чарльз (род. 1963). В январе 1973 года она во второй раз вышла замуж за Эдгара Бронфмана.
- Леди Джоанна Агнес Таунсенд (род. 19 августа 1943); она вышла замуж в сентябре 1962 года за Джереми Брэдфорда, сына коммандера Джорджа Ф. Брэдфорда и развелась с ним в 1968 году. У них есть сын Фрэнсис Джеймс Патрик (род. 1963). Она снова вышла замуж за Джеймса Морриси в 1978 году, и они развелись в 1984 году. В конце концов, она вышла в третий раз замуж за Кристиана Боэгнора в 1991 году.
- Чарльз Таунсенд, 8-й маркиз Таунсенд (род. 26 сентября 1945); он женился на Гермионе Понсонби 9 октября 1975 года. У них двое детей. Он повторно женился на Элисон Комбс 6 декабря 1990 года.

После того, как он и его первая жена развелись в 1960 году, лорд Таунсенд вторым браком женился 22 декабря 1960 года на Энн Фрэнсис Дарлоу (ум. 1988), дочери Артура Пеллоу Дарлоу. У них было двое детей:
- Лорд Джон Таунсенд (род. 17 июня 1962); он женился на Рэйчел Чаппл в 1987 году (развод в 1991). Он во второй раз женился на Хелен Берт Чин в 1999 году. У них были дочь Изобел Энн (род. 2001) и сын Джордж (род. 2003). Они развелись в 2010 году.
- Леди Кэтрин Таунсенд (род. 29 сентября 1963); она вышла замуж за Пирса Дента в апреле 1991 года, но их брак закончился разводом. У них двое дочерей, Люсия (род. 1992) и Молли (род. 1995). В 2001 году она снова вышла замуж за Гая Бэйли. У них двое дочерей, Инка Нейл Белли (род. 2001) и Скайп Белли (род. 2002).

В 2004 году лорд Таунсенд женился в третий раз на Филиппе Софии Свайр (род. 28 апреля 1935), бывшей жене Хамфри Роджера Свайра (1934—2004) и дочери Джорджа Джардин Кидстон-Монтгомери из Саутаннана. Она мать депутатов от консерваторов, Хьюго Свайра (род. 1959) и Софии Свайр (род. 1963).
7-й маркиз Таунсенд скончался 23 апреля 2010 года в возрасте 93 лет в Лондоне, из которых 89 лет он являлся пэром.